# Potere tampone del terreno
Il potere tampone del terreno è la proprietà di opporsi, entro certi limiti, a variazioni del pH neutralizzando l'effetto degli agenti chimici acidi o alcalini che giungono nel terreno.

## Soluzioni tampone
Una soluzione si dice tampone quando ha la capacità intrinseca di mantenere stabile il pH anche a seguito di rilevanti aggiunte di un acido o di una base. Tale capacità deriva dalla presenza in soluzione di una specie chimica o, di una combinazione di più specie chimiche, dotata di proprietà anfotere, comportandosi come acido in presenza di basi forti e come base in presenza di acidi forti.
La maggior parte dei tamponi è rappresentata da un acido debole in presenza del suo sale con una base forte (es. soluzione di acido acetico e acetato di sodio) o, viceversa, da una base debole in presenza del suo sale con un acido forte (es. soluzione di ammoniaca e cloruro ammonico). La proprietà anfotera deriva dal fatto che nella soluzione si instaurano equilibri acido-base multipli in grado di spostarsi a catena neutralizzando l'eventuale incremento di ioni idrogeno o ioni ossidrile dovuto all'aggiunta di acidi o basi.

## Il terreno come sistema tampone
Nel terreno il potere tampone deriva in parte dalla soluzione circolante in parte dalla frazione solida. La soluzione circolante partecipa a questa proprietà in misura trascurabile, in virtù della presenza di alcuni sali disciolti, per lo più formati da basi forti (sodio e calcio) combinati con acidi deboli (acido carbonico e acidi organici). 
La proprietà tampone del terreno è però in gran parte originata dai colloidi organici e minerali e dalle basi di scambio adsorbite. Ne consegue che il potere tampone è elevato nei terreni con alta capacità di scambio cationico, mentre il tasso di saturazione in basi influenza la versatilità di questa proprietà.
La capacità del complesso di scambio di comportarsi come tampone è dovuta al fatto che l'insieme dei siti saturati dagli ioni idrogeno e dalle basi di scambio si comportano come un sistema anfotero, reagendo all'occorrenza come base o come acido in presenza di agenti acidi o alcalini.

### Azione tampone verso le basi
Le funzioni acide permettono al terreno di opporsi all'incremento del pH determinato da un agente alcalinizzante. Tali funzioni, trattandosi di acidi deboli, sono in forma non dissociata (-A-H) e possono passare alla forma dissociata (-A- + H+) in presenza di una base; gli ioni idrogeno liberati dalla dissociazione neutralizzano la base aggiunta al terreno e annullano la tendenza all'aumento del pH. Le funzioni dotate di queste proprietà, presenti nel terreno, sono fondamentalmente tre.
1. Gruppi idrossido protonizzati della gibbsite. 
La gibbsite è la forma minerale più rappresentativa dell'idrossido di alluminio, Al(OH)3. L'idrossido è polimerizzato con l'alluminio che coordina in struttura ottaedrica 6 ioni OH-. La coordinazione di questi ioni da parte di un metallo accentua il carattere debolmente basico dell'ossigeno, che in virtù della disponibilità di due doppietti elettronici si comporta come base nei confronti degli ioni idrogeno. A valori medi di pH i gruppi idrossido terminali della gibbsite sono per lo più protonizzati e possono comportarsi come acidi in caso di aggiunta di basi:
Questa proprietà si manifesta nei terreni moderatamente acidi o tendenzialmente neutri (pH 5,5-7,5). Infatti, a pH elevato i gruppi idrossido non sono protonizzati e manifestano proprietà acide molto più deboli, mentre a pH basso la brucite si destabilizza con formazione di idrossido di alluminio poco polimerizzato e ioni Al3+, entrambi adsorbiti dai colloidi.
2. Complesso di scambio saturato da ioni Al3+ scambiabili
A valori bassi del pH sono presenti elevate percentuali di alluminio scambiabile. Lo ione alluminio è una specie chimica instabile che in caso di aggiunta di basi addiziona ioni idrossido (OH-) precipitando sotto forma di idrossido di alluminio polimerizzato, mentre la base di scambio viene adsorbita in sostituzione dell'alluminio:
Questa proprietà si manifesta nei terreni acidi con pH inferiore a 5,5. Infatti, a pH più elevati l'alluminio scambiabile è presente in quantità non rilevanti essendo in gran parte polimerizzato.
3. Complesso di scambio saturato da ioni H+
A valori molto bassi del pH il complesso di scambio è saturato per lo più da ioni idrogeno. In queste condizioni infatti le funzioni acide della sostanza organica (es. gruppi carbossile e gruppi idrossido fenolici) sono indissociati e gli eccessi di carica negativa dei minerali argillosi sono neutralizzati da ioni idrogeno. In caso di aggiunta di una base i colloidi adsorbono i cationi rilasciati dalla base e liberano ioni idrogeno che, a loro volta, neutralizzano gli ioni idrossido:
Questa proprietà si manifesta nei terreni fortemente acidi, con ph inferiore a 4. Infatti a pH più elevati le proprietà acide dei colloidi si attenuano essendo prevalentemente dissociati nella forma elettronegativa.
Sulla base delle proprietà descritte il potere tamponante del terreno nei confronti dell'alcalinizzazione si manifesta soprattutto nei terreni a reazione neutra o acida e con intensità crescente al diminuire del pH.

### Azione tampone verso gli acidi
L'azione tampone verso gli acidi è esercitata dalle basi di scambio adsorbite sui colloidi, dalla presenza dei carbonati chimicamente attivi e di idrossidi di alluminio. 
In merito al ruolo dei colloidi, l'idrogeno è il catione che ha la maggiore affinità per il complesso di scambio; un aumento dell'attività di ioni idrogeno nella soluzione circolante, dovuta all'aggiunta di un acido, viene neutralizzato dall'adsorbimento dell'idrogeno sul complesso di scambio, con conseguente rilascio di cationi metallici. Sotto l'aspetto strettamente chimico, l'aggiunta di un acido forte sposta i cationi metallici dall'acido debole (il colloide), con formazione di un sale formato da un acido forte e una base forte, perciò il pH tende a stabilizzarsi su un valore meno basso di quello che si avrebbe in assenza di colloidi saturati:
Questa proprietà è strettamente legata al tasso di saturazione in basi: ad un basso valore del TSB corrisponde una maggiore percentuale di idrogeno scambiabile e, quindi, un minor potere tamponante.
I carbonati chimicamente attivi, rappresentati dai carbonati solubili (di sodio nei terreni sodici e bicarbonato di calcio nei terreni calcarei) e dal calcare attivo, svolgono un'azione tampone collaterale, nei confronti dell'acidificazione, in quanto sali formati da una base forte e un acido debole. In questo caso l'attività degli ioni idrogeno viene ridotta da uno spostamento dell'equilibrio di dissociazione acida dell'acido carbonico:
L'azione dei carbonati si manifesta a valori di pH elevati in quanto i carbonati di calcio sono presenti in quantità rilevanti a pH 8-8,5 e quelli di sodio a pH superiore a 8,5.
Gli idrossidi di alluminio mostrano proprietà debolmente basiche a valori di pH prossimi alla neutralità o leggermente più bassi. L'atomo di ossigeno dei gruppi idrossido superficiali può comportarsi da base e addizionare ioni riducendone l'attività nella soluzione circolante:
Sulla base delle proprietà descritte il potere tamponante del terreno nei confronti dell'acidificazione si manifesta soprattutto nei terreni a reazione neutra e alcalina.

## Relazioni tra potere tampone e altre proprietà del terreno
Come si è visto, prescindendo dal piccolo contributo dato dalla soluzione circolante, il potere tampone di un terreno dipende dalla capacità di scambio cationico e dal tasso di saturazione in basi. 
Alla capacità di scambio si deve il numero di equivalenti acidi o alcalini che il terreno può neutralizzare; in altri termini, un terreno con bassa capacità di scambio esaurisce più facilmente i siti da cui può rilasciare ioni idrogeno o sui quali può adsorbirli opponendosi alle variazioni di pH. La capacità di scambio dipende dal tenore in colloidi e dalla natura chimica di questi, perciò il potere tampone si manifesta in modo più intenso nei terreni ricchi di sostanza organica e, in misura inferiore, in quelli argillosi. I suoli a tessitura grossolana, invece, essendo poveri di colloidi minerali e, spesso, anche di colloidi organici, hanno in generale un potere tampone più blando e sono più suscettibili alle variazioni di pH.
Al tasso di saturazione in basi si deve la proprietà specifica di opporsi sia all'acidificazione sia all'alcalinizzazione. Un terreno con basso TSB ha la maggior parte del complesso di scambio saturato da ioni idrogeno e alluminio, manifesta un forte potere tampone nei confronti dell'alcalinizzazione ma è vulnerabile agli agenti acidificanti. Per contro, un terreno con alto TSB ha la maggior parte del complesso di scambio saturato dal calcio, dal magnesio e, eventualmente, dal sodio; manifesta perciò un forte potere tampone nei confronti dell'acidificazione ma è vulnerabile agli agenti alcalinizzanti. Da quanto detto si deduce che un TSB ottimale è quello prossimo al 50%, in quanto il terreno esercita in modo efficace il potere tampone sia verso l'aumento sia verso la riduzione del pH.
Il tasso di saturazione in basi è strettamente dipendente dalla reazione del terreno:
- I terreni acidi hanno un grado di saturazione basica molto basso, essendo il complesso di scambio saturato prevalentemente dall'idrogeno. Questi terreni manifestano un elevato potere tampone nei confronti degli agenti alcalinizzanti, mentre è modesto o nullo il potere tampone verso l'acidificazione.
- I terreni moderatamente acidi hanno un grado di saturazione basica dell'ordine del 50%, perciò mostrano il comportamento ottimale in quanto hanno un'elevata resistenza sia all'acidificazione sia all'alcalinizzazione.
- I terreni neutri hanno un grado di saturazione basica molto alto, essendo il complesso di scambio quasi completamente saturato da ioni calcio e magnesio. Questi terreni manifestano un elevato potere tampone verso gli agenti acidificanti, mentre leggermente più debole è il potere tampone verso l'alcalinizzazione.
- I terreni alcalini hanno un grado di saturazione basica del 100%, essendo il complesso di scambio saturato completamente da calcio e magnesio o, in parte, anche dal sodio. Questi terreni manifestano un elevatissimo potere tampone verso gli agenti acidificanti e praticamente nullo è l'opposizione all'aumento di pH.

Un altro aspetto da tenere in considerazione è che, a parità di condizioni, il potere tampone dei terreni alcalini verso l'acidificazione è più alto di quello dei terreni acidi verso l'alcalinizzazione. Questo fenomeno rende molto più difficile e onerosa la correzione dei terreni alcalini rispetto a quella dei terreni acidi. Il comportamento è dovuto al concorso di due fattori: 
1. La capacità di scambio cationico aumenta con il pH, perciò a parità di contenuto in colloidi, i terreni alcalini hanno una CSC più alta dei terreni acidi.
2. Nei terreni alcalini sono presenti sali che contribuiscono ad elevare il potere tampone: il carbonato di calcio e il bicarbonato di calcio nei terreni con alcalinità costituzionale (terreni calcarei); il carbonato di sodio, il bicarbonato di sodio e i fosfati di sodio nei terreni con alcalinità di assorbimento.

## Significato agronomico del potere tampone
La reazione del terreno condiziona diversi aspetti della fertilità in senso lato. In particolare, al pH si associa la disponibilità di alcuni elementi nutritivi, la solubilità degli stessi e, quindi, la disponibilità in forme assimilabili, la struttura del terreno e tutte le proprietà fisiche da essa dipendenti. 
In condizioni normali è evidente che la stabilità del pH è un requisito fondamentale affinché il terreno possa conservare nel tempo il suo stato di fertilità, evitando il concatenarsi di fenomeni correlati che possono peggiorarlo. Sotto questo punto di vista il potere tampone è una proprietà che agisce positivamente nei terreni neutri o leggermente subacidi, i quali presentano in generale le migliori condizioni fisico-chimiche per la produzione agraria.
In condizioni di reazione anomala il potere tampone manifesta la sua più alta espressione proprio nei confronti degli interventi correttivi, pertanto si delinea come una proprietà negativa. Infatti, nei terreni fortemente acidi tende ad annullare l'effetto delle calcitazioni o, per lo meno a ridurne la consistenza; allo stesso modo, nei terreni alcalini tende ad annullare l'effetto degli interventi di acidificazione (per lo più attuati con la somministrazione di gesso).